# John Coterell
John Coterell (fl. 1390-1421) de Wallingford, Berkshire, foi um membro do Parlamento inglês por Wallingford em janeiro de 1390, 1393, 1394, 1395, janeiro de 1397, setembro de 1397, 1410, 1420 e maio de 1421.